# Гейтуэй (Арканзас)
Гейтуэй (англ. Gateway) — город, расположенный в округе Бентон (штат Арканзас, США) с населением в 116 человек по статистическим данным переписи 2000 года.

## География
По данным Бюро переписи населения США город Гейтуэй имеет общую площадь в 1,55 квадратных километров, водных ресурсов в черте населённого пункта не имеется.
Город Гейтуэй расположен на высоте 468 метров над уровнем моря.

## Демография
По данным переписи населения 2000 года в Гейтуэй проживало 116 человек, 30 семей, насчитывалось 43 домашних хозяйств и 48 жилых домов. Средняя плотность населения составляла около 77,3 человек на один квадратный километр. Расовый состав города Гейтуэй по данным переписи распределился следующим образом: 96,55 % белых, 3,45 % — коренных американцев.
Из 43 домашних хозяйств в 39,5 % — воспитывали детей в возрасте до 18 лет, 62,8 % представляли собой совместно проживающие супружеские пары, в 2,3 % семей женщины проживали без мужей, 30,2 % не имели семей. 20,9 % от общего числа семей на момент переписи жили самостоятельно, при этом 7,0 % составили одинокие пожилые люди в возрасте 65 лет и старше. Средний размер домашнего хозяйства составил 2,70 человек, а средний размер семьи — 3,27 человек.
Население города по возрастному диапазону по данным переписи 2000 года распределилось следующим образом: 26,7 % — жители младше 18 лет, 12,1 % — между 18 и 24 годами, 25,9 % — от 25 до 44 лет, 28,4 % — от 45 до 64 лет и 6,9 % — в возрасте 65 лет и старше. Средний возраст жителей составил 38 лет. На каждые 100 женщин в городе Гейтуэй приходилось 107,1 мужчин, при этом на каждые сто женщин 18 лет и старше приходилось 117,9 мужчин также старше 18 лет.
Средний доход на одно домашнее хозяйство в городе составил 32 679 долларов США, а средний доход на одну семью — 45 625 долларов. При этом мужчины имели средний доход в 41 875 долларов США в год против 33 958 долларов среднегодового дохода у женщин. Доход на душу населения в городе составил 16 557 долларов в год. Все семьи города Гейтуэй имели доход, превышающий уровень бедности, 10,1 % от всей численности населения находилось на момент переписи населения за чертой бедности, при этом из них были моложе 18 лет и — в возрасте 65 лет и старше.